# Трестяни (Богородський район)
Трестяни (рос. Трестьяны) — присілок в Богородському районі Нижньогородської області Російської Федерації.
Населення становить 26 осіб. Входить до складу муніципального утворення Алешковська сільрада.

## Історія
Від 2004 року входить до складу муніципального утворення Алешковська сільрада.

## Населення
| 1890 | 1999 | 2002 | 2010 |
| ---- | ---- | ---- | ---- |
| 221  | ↘38  | ↘23  | ↗26  |